# Speirantha
Speirantha là một chi thực vật có hoa trong họ Asparagaceae.